# أحمد سيسيه (لاعب كرة قدم)
أحمد سيسيه (بالفرنسية: Amadou Cissé)‏ هو لاعب كرة قدم غيني في مركز الوسط، ولد في 23 أكتوبر 1985 في كوناكري في غينيا. شارك مع منتخب غينيا لكرة القدم. أما مع النوادي، فقد لعب مع بوهيميانز 1905 وسلافيا براغ.

## وصلات خارجية
- أحمد سيسيه (لاعب كرة قدم) على موقع قاعدة بيانات كرة القدم.إي يو (الإنجليزية)
- أحمد سيسيه (لاعب كرة قدم) على موقع ناشيونال فوتبول تيمز (الإنجليزية)
- أحمد سيسيه (لاعب كرة قدم) على موقع Soccerway.com (الإنجليزية)